# Edy Hildebrandt
Edy Hildebrandt (* 2. April 1920 in Mayen; † 18. März 2014 in Luxemburg) war ein deutsch-luxemburgischer Radiomoderator, der von 1963 bis 1990 bei Radio Luxemburg arbeitete.

## Leben
Edy Hildebrandt wurde 1920 in Mayen geboren. Er war zunächst Bäcker und Konditor in Konz und entschloss sich später, Radiomoderator zu werden. Als begeisterter Radio-Luxemburg-Hörer nahm er zwei Jahre Sprechunterricht, unter anderem bei Camillo Felgen und Frank Elstner. Am 10. März 1963 begann er seine Moderatorenlaufbahn in Luxemburg mit der Sendung Nimm’s mit Humor, zunächst (bis in die 1980er Jahre) unter dem Vornamen Edy ohne Nennung des Familiennamens. Anfangs arbeitete er nur nebenberuflich für den Sender und zog im Januar 1970 fest nach Luxemburg. Er moderierte zahlreiche wöchentliche, teils tägliche Sendungen, darunter Autofahrer unterwegs,  Wer lacht da, Hallo Nachbarin, Zu dumm, meint Edy, Edys Stammtisch, Wer mit wem wie und das Luxemburger Strandhotel. In den 1980er Jahren spezialisierte er sich auf Volksmusik und moderierte unter anderem die Sendungen Volkstümliche Hitparade und Die Heimatmelodie. Mit letzterer brachte er es auf mehr als 500 Sendungen und war in den Anfangstagen von RTL plus auch als Fernsehmoderator zu sehen. Er gilt außerdem als einer der Gründerväter der Fernsehsendung Grand Prix der Volksmusik und war dort als Juror tätig. Hildebrandt verließ RTL Radio im September 1990 und trat in den Ruhestand.
1981 erhielt Hildebrandt die Goldene Hermann-Löns-Medaille sowie die Goldene Löwenmedaille. 1990 wurde ihm der Goldene Hahn der Universitätsstadt Marburg verliehen. Eines seiner Markenzeichen war sein Henri-Quatre-Bart.
Edy Hildebrandt starb im Jahr 2014 im Alter von 93 Jahren in seiner Wahlheimat Luxemburg.